# Temperaturanomalien im Jahr 2024
Die Temperaturanomalien im Jahr 2024 sind Abweichungen von Temperaturmittelwerten für das Jahr 2024. Als Vergleich dient, wenn nicht anders angegeben, die Normalperiode 1991–2020, die der von der Weltorganisation für Meteorologie (WMO) verwendete Referenzzeitraum ist. Die Abweichungen werden in diesem Artikel nach Zahlen pro Monat zum einen global und zum anderen für Europa betrachtet und beruhen auf den Angaben des Copernicus Climate Change Service (C3S). Darüber hinaus werden einige weitere regionale, monatliche Temperaturanomalien und in den jeweiligen Monat fallende Hitze- und Kältewellen sowie damit zusammenhängende Wetterphänomene und Temperaturrekorde erwähnt.

## Jahresmitteltemperaturen
| Organisation   | Wert    | Beleg |
| -------------- | ------- | ----- |
| C3S            | 1,60 °C | [ 1 ] |
| NOAA           | 1,46 °C | [ 2 ] |
| NASA           | 1,47 °C | [ 3 ] |
| Met Office     | 1,53 °C | [ 4 ] |
| WMO            | 1,55 °C | [ 5 ] |
| Berkeley Earth | 1,62 °C | [ 6 ] |

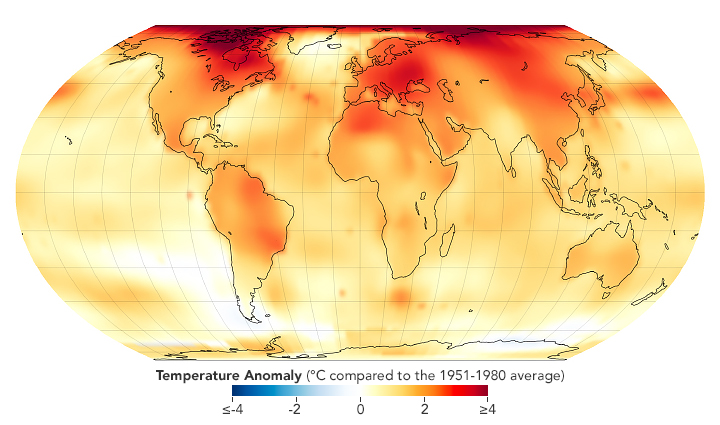
Temperaturanomalien für 2024 im Vergleich zu 1951–1980 (NASA)

Entwicklung der Temperaturanomalien ab 1850 im Vergleich zu 1951–1980 (NASA)

Die globale Jahresmitteltemperatur erreichte 2024 laut Copernicus einen neuen Rekordwert und machte das Jahr zum ersten Jahr, das mehr als 1,5 °C über dem Mittelwert des vorindustriellen Vergleichszeitraums (1850–1900) liegt. Die WMO sieht dies ebenso. Am 30. Dezember 2024 bestätigte der Generalsekretär der Vereinten Nationen António Guterres in seiner Neujahrsansprache das Jahr 2024 als wärmstes Jahr. Die im Rahmen des Pariser Klimaabkommens festgelegte Begrenzung der Erderwärmung auf 1,5 Grad gilt jedoch für einen über einen Zeitraum von mindestens 20 Jahren gemittelten Wert, sodass dieses Ziel noch nicht überschritten wurde. NOAA und NASA gaben eine niedrigere Jahresmitteltemperatur von 1,46 bzw. 1,47 °C über dem vorindustriellen Niveau an, bestätigten jedoch 2024 als wärmstes Jahr seit Aufzeichnungsbeginn. Das Met Office veröffentlichte einen Wert von 1,53 ± 0,08 °C.
2024 war auch in Europa das wärmste Jahr seit Messbeginn, mit einer Durchschnittstemperatur von 10,69 °C, 1,47 °C über dem Durchschnitt des Referenzzeitraums 1991–2020 und 0,28 °C wärmer als der bisherige Rekord von 2020.
Laut dem Deutschen Wetterdienst war 2024 auch das wärmste Jahr in Deutschland seit Messbeginn im Jahr 1881. Das Temperaturmittel lag um 2,7 °C über der Normalperiode 1961–1990 und übertraf das aus dem Rekordjahr 2023 noch einmal um „außergewöhnliche“ 0,3 °C. Laut GeoSphere Austria war 2024 auch in Österreich das wärmste Jahr der Messgeschichte. In der Schweiz lag das landesweite Mittel der Jahrestemperatur laut dem Bundesamt für Meteorologie und Klimatologie bei 7,2 °C und somit 1,4 °C über der Normalperiode (1991–2020), womit dort nach 2022 und 2023 das drittwärmste Jahr seit Messbeginn 1864 verzeichnet wurde. Nach Angabe des Tschechischen Hydrometeorologischen Instituts (CHMI) war 2024 für Prag das „mit Abstand heißeste“ Jahr seit Beginn der Aufzeichnungen im Jahr 1775 und übertraf die vorherigen Rekorde aus den Jahren 2018 und 2023 um 0,5 °C.
In Indien wurde das wärmste Jahr seit Messbeginn im Jahr 1901 verzeichnet und in China ebenfalls laut der China Meteorological Administration das wärmste Jahr seit Messbeginn im Jahr 1961. Israel verzeichnete laut dem Israel Meteorological Service das zweitwärmste Jahr nach 2010 seit Aufzeichnungsbeginn im Jahr 1950 und auch das australische Bureau of Meteorology meldete das zweitwärmste Jahr seit 1910.

## Jahresverlauf
| Monat     | Global   | Europa   |
| --------- | -------- | -------- |
| Januar    | +0,70 °C | +0,18 °C |
| Februar   | +0,81 °C | +3,30 °C |
| März      | +0,73 °C | +2,12 °C |
| April     | +0,67 °C | +1,49 °C |
| Mai       | +0,65 °C | +0,88 °C |
| Juni      | +0,67 °C | +1,57 °C |
| Juli      | +0,68 °C | +1,49 °C |
| August    | +0,71 °C | +1,57 °C |
| September | +0,73 °C | +1,74 °C |
| Oktober   | +0,80 °C | +1,23 °C |
| November  | +0,73 °C | +0,78 °C |
| Dezember  | +0,76 °C | +1,37 °C |
| Jahr 2024 | +0,72 °C | +1,47 °C |

### El Niño
Das El-Niño-Ereignis 2023/24, welches höhere Temperaturen begünstigte, begann im Juni 2023 aufzutreten und erreichte zwischen November 2023 und Januar 2024 seinen Höhepunkt. Danach löste es sich auf, auch wenn einige Auswirkungen noch anhielten. Ungefähr von Mitte Juni bis Mitte September 2024 herrschten neutrale Bedingungen und mit einer über 55-prozentigen Wahrscheinlichkeit tritt zwischen September 2024 und Februar 2025 ein La-Niña-Ereignis ein, welches im Allgemeinen entgegengesetzte Auswirkungen auf das Klima hat wie El Niño.

### Lufttemperaturen
Von Januar bis Juni 2024 lag die globale Monatsmitteltemperatur jeden Monat über dem bisherigen Höchstwert für den jeweiligen Monat seit Aufzeichnungsbeginn. Der Juli beendete eine dreizehnmonatige Periode von globalen Monatstemperaturrekorden, die mit El Niño einhergingen. Dennoch war es immer noch der zweitwärmste Juli seit Messbeginn. Der 21. Juli brach den Rekord für den heißesten Tag aller Zeiten und wurde direkt überboten vom 22. Juli. Nachdem, gleichauf mit dem August 2023, der heißeste je gemessene August verzeichnet wurde, schloss der meteorologische Sommer (bestehend aus den Monaten Juni, Juli und August) 2024 als heißester je gemessener borealer Sommer ab und überholte damit den bisherigen Sommertemperaturrekord vom Vorjahr. Auch in Europa wurde der heißeste Sommer verzeichnet, gefolgt vom Sommer 2022. Der September war sowohl global als auch in Europa der zweitwärmste September seit Aufzeichnungsbeginn. Nur der September 2023 war global und in Europa noch heißer als der September 2024. Der Oktober war global der zweitwärmste (nach Oktober 2023) und in Europa der fünftwärmste seit Messbeginn. Auch der November war global der zweitwärmste seit Messbeginn (nach November 2023). In Europa lagen die Temperaturen 0,78 °C über dem Vergleichswert der Normalperiode, womit es der Monat nicht unter die zehn wärmsten Novembermonate in Europa schaffte. Der Dezember war global der wärmste seit Messbeginn und in Europa der siebtwärmste seit dem Jahr 2000.
Erstmals übertraf die globale Durchschnittstemperatur für eine 12-Monats-Periode, gemessen vom Februar 2023 bis Januar 2024, den Mittelwert des vorindustriellen Vergleichszeitraums von 1850–1900 um mehr als 1,5 °C. Die 1,5-Grad-Grenze wurde indes nicht überschritten, da hierzu das 20-Jahresmittel gilt.

### Meeresoberflächentemperaturen

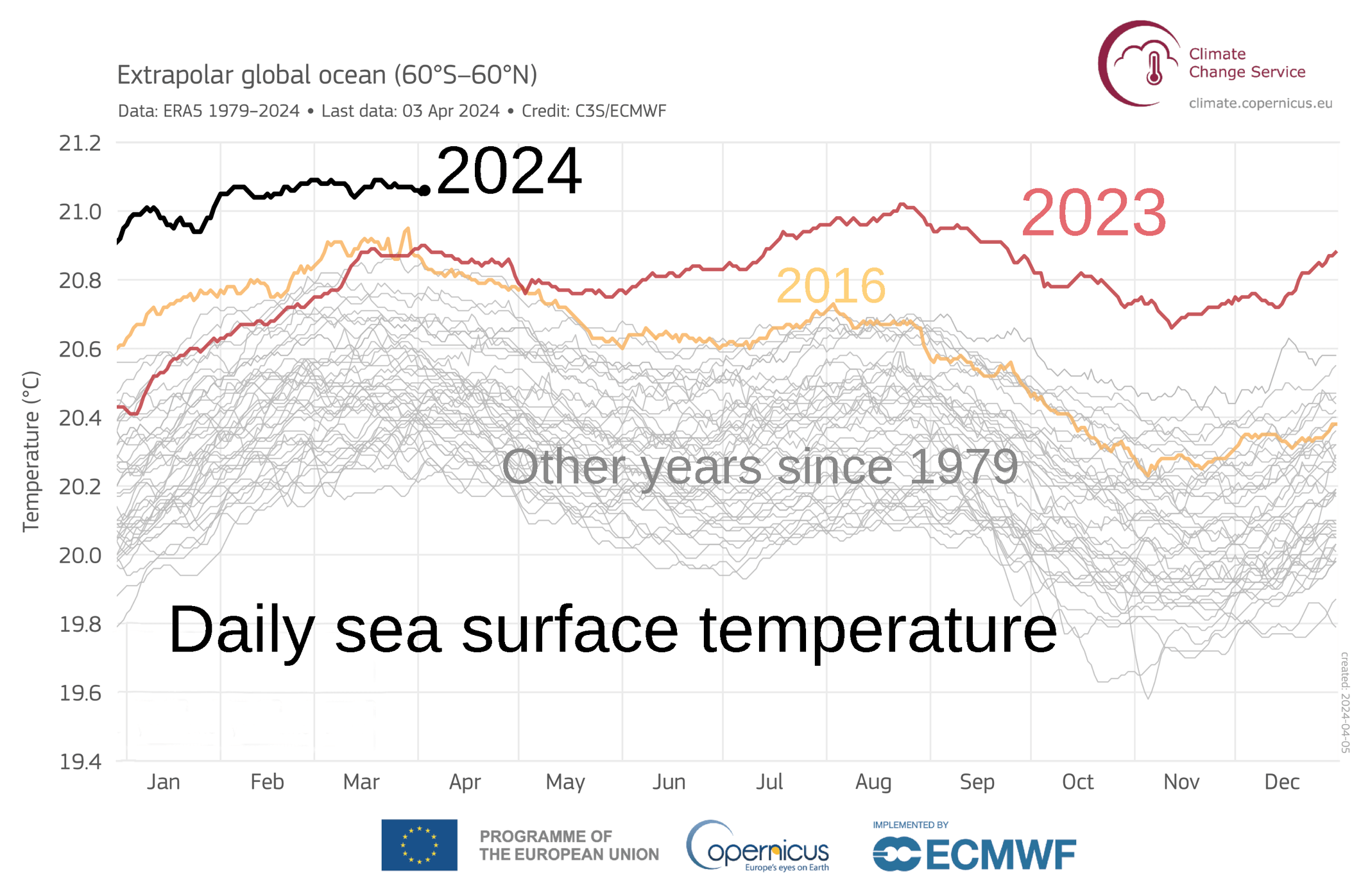
Entwicklung der Meeresoberflächentemperatur 1979–2024.

Die Ozeane hatten mit Stand vom 14. März 2024 genau ein Jahr lang jeden einzelnen Tag einen neuen Wärmerekord für diesen Tag des Jahres aufgestellt. Luftuntersuchungen am Great Barrier Reef bestätigten Anfang März eine sich dort aufgrund der hohen Wassertemperaturen ereignende großflächige Korallenbleiche. Es ist die fünfte innerhalb von acht Jahren und die bisher größte. Die im Februar bzw. März erreichte jährliche minimale Meereisausdehnung in der Antarktis und maximale Meereisausdehnung in der Arktis lagen jeweils unter dem Durchschnitt der Jahre 1981–2010. Meereis und Schnee reflektieren die Sonnenstrahlung, sodass sie zur Kühlung des Klimas beitragen, während mehr dunkle Meeresoberflächen durch schmelzende Eisflächen den umgekehrten Effekt haben (siehe Eis-Albedo-Rückkopplung). Der Juni war der fünfzehnte Monat mit jeweiligen Rekordtemperaturen für die Meeresoberflächentemperaturen zwischen 60 Grad nördlicher und südlicher Breite in Folge. Von Juli bis Dezember wurden die Rekordtemperaturen aus dem Vorjahr jeweils nur knapp nicht erreicht, mit einer Abweichung von höchstens 0,21 °C.

## Januar

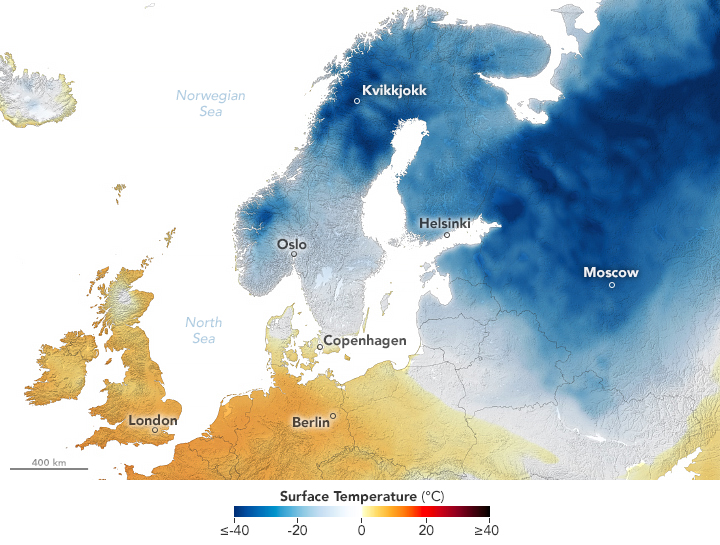
Modellierte Oberflächentemperaturen (°C) in Nordeuropa am 3. Januar 2024 um 4 Uhr Lokalzeit

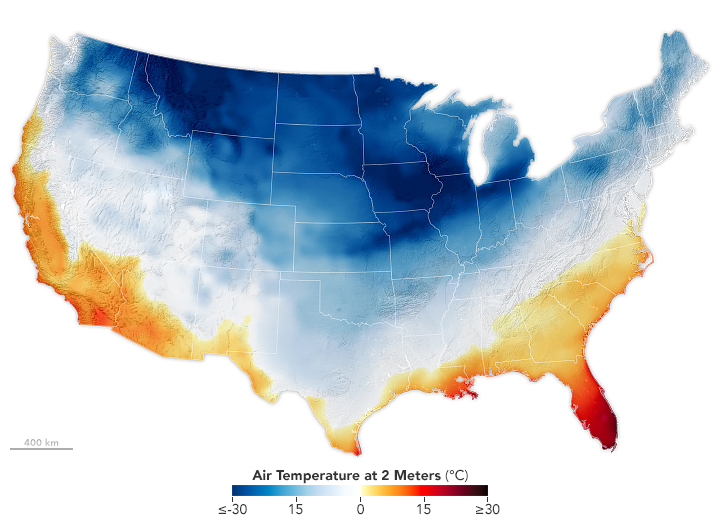
Modellierte Lufttemperaturen (°C) in den USA am 15. Januar 2024

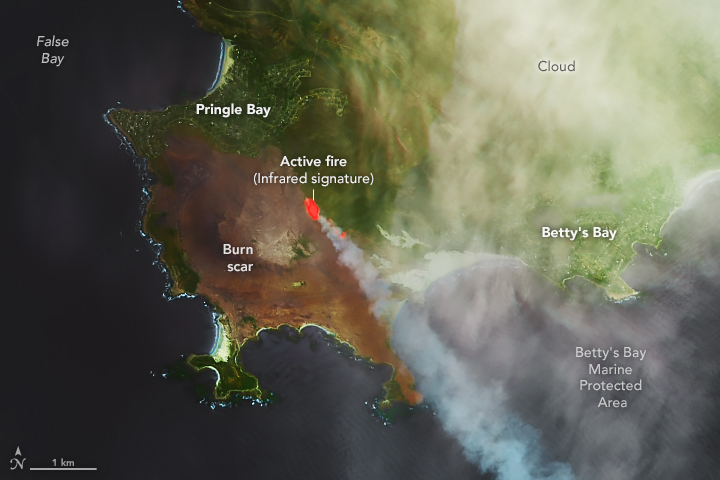
Falschfarben-Landsat-Satellitenbild der Waldbrände in Südafrika vom 31. Januar 2024

Der Januar 2024 war global der bisher wärmste Januarmonat. Die Monatsmitteltemperatur lag bei 13,14 °C und damit um 0,70 °C über der Normalperiode bzw. um 0,12 °C über dem bisher wärmsten Januarmonat 2020. In Europa lagen die Monatsmitteltemperatur um 0,18 °C über der Normalperiode.
Zu Beginn des Monats fielen die Temperaturen in Nordeuropa unterdurchschnittlich aus. In der Nacht auf den 3. Januar wurde in Kvikkjokk −43,6 °C gemessen und somit die kälteste Januarnacht in Schweden seit 25 Jahren (1999 wurden −49 °C erreicht). Begleitet mit Schnee und starkem Wind kam es zu Stromausfällen, die rund 4000 Häuser betrafen. Unter anderem wurden Schulen und einige Hauptverkehrsstraßen geschlossen. Weiter im Südosten wurden −20 °C in Helsinki und −30 °C in Moskau gemessen. Eine Zuordnungsstudie der World Weather Attribution ermittelte für die Kältewelle in Skandinavien für das Gebiet zwischen 62–70 °N und 10–30 °O und dem Zeitraum vom 1. bis 5. Januar eine Wiederholungswahrscheinlichkeit im heutigen Klima von einmal in 15 Jahren. Ein am 6. Januar gemessener Rekord für die Tagestiefsttemperatur in Bjørnholt, Oslo von −31,1 °C war dagegen mit einer Wiederholungswahrscheinlichkeit von einmal in 200 Jahren selten. Für ein ohne den Einfluss der globalen Erwärmung um 1,2 °C kälteres Klima wurden 4 °C kältere Temperaturen für die Kältewelle und die Tagestiefsttemperatur in Oslo berechnet.
In der Schweiz wurde zwischen dem 20. und 24. Januar ein starker Temperaturanstieg verzeichnet, so z. B. in Zürich mit einem Temperaturunterschied von 16,1 °C (Tagesmitteltemperatur; von −5,2 °C auf 10,9 °C). Am 24. Januar wurden auf der Alpennordseite einige Januar-Temperaturhöchstwerte gebrochen, so z. B. in Disentis mit 15,4 °C (seit 1954; der vorherige Rekord liegt bei 14,2 °C und stammt aus dem Jahr 2011). Am 25. Januar wurde auf der Alpensüdseite dank des Nordföhns an mehreren Messstationen zum ersten Mal in diesem Jahr die 20-Grad-Marke überschritten, so z. B. in Biasca mit 21,9 °C. Insgesamt lag der Januar in der Schweiz 1,6 °C über der Norm. Spanien erlebte Ende Januar eine Hitzewelle mit einigen der höchsten bisher gemessenen Januartemperaturen. Sie erreichten mit fast 30 °C eine Temperatur von um die 10 °C über den Durchschnittswerten für die Jahreszeit.
In den USA waren wegen eines Wintersturms alleine in den Bundesstaaten Michigan und Wisconsin über 250 000 Menschen ohne Strom. In Kanada brachte eine Kältewelle eine ganze Reihe von Temperaturrekorden mit sich. In British Columbia wurden am 12. Januar fast 20 Temperaturrekorde unterboten. Über der Grenze zu Yukon wurde in Watson Lake ein weiterer Temperaturrekord von −49,4 °C gemessen. In Alberta wurden gleich an 38 Messstellen die tiefsten Temperaturen seit Beginn der Aufzeichnungen notiert. Auch im Norden der Vereinigten Staaten fielen die Temperaturen Mitte Januar gefährlich tief. An einer Wetterstation in Billings, Montana erreichten sie am 13. Januar −34 °C. Es war die niedrigste dort gemessene Temperatur seit Aufzeichnungsbeginn 1999. Die gefühlte Temperatur lag in Montana, North und South Dakota bei bis zu −51 °C. Die kalte Luft aus der Arktis erreichte auch weiter südlich gelegene Staaten wie Texas und Louisiana. Gegen Ende des Monats und in den Februar hinein stiegen die Temperaturen im Norden der Vereinigten Staaten und Kanada dagegen auf überdurchschnittlich hohe Werte.
Überdurchschnittlich hohe Temperaturen wurden auch Anfang Januar in Australien gemessen. Mit 35,3 °C am 1. Januar und 35,6 °C am 2. Januar erlebte die Stadt Darwin den wärmsten Jahresbeginn seit 1933. Am 20. Januar erreichten die Temperaturen während einer bis zum 26. Januar andauernden und große Teile des Landes betreffenden Hitzewelle bis zu 47,9 °C, gemessen in Paraburdoo, Western Australia. Am Folgetag erreichten sie 48,3 °C in Onslow. Dort wurde auch im Januar 2022 Australiens bisheriger Temperaturrekord von 50,7 °C gemessen (gleichauf mit einer Messung am 2. Januar 1960 in Oodnadatta). Am 25. Januar wurden Höchsttemperaturen von 49,4 °C am Birdsville Airport in Queensland und 48,5 °C am Flughafen Marree Aero, South Australia gemessen und am 26. Januar an einigen Wetterstationen im Osten von New South Wales Temperaturen von über 40 °C. Insgesamt lagen die Temperaturen in Australien im Januar um 1,54 °C über den Durchschnittswerten für 1961–1990. Es war der drittwärmste Januar seit Aufzeichnungsbeginn 1910.
Auch in Srinagar in Indien war es am 13. Januar mit 15 °C so warm, wie nur einmal in den letzten 50 Jahren. Im Osten Russlands lagen die Temperaturen im Januar deutlich unter der Normalperiode.
In Südafrika mussten zahlreiche Menschen aus Küstenorten evakuiert werden, nachdem sich verstärkt durch hohe Temperaturen und trockene Bedingungen mit starken Küstenwinden Waldbrände nahe Kapstadt ausbreiteten. Die dort im Sommer regelmäßig auftretenden Brände werden oft von Menschen verursacht. Etwa 95 % eines nahegelegenen Naturschutzgebietes verbrannten.
In Kolumbien wurden Ende Januar an mehreren Orten Rekordtemperaturen erreicht, die bei um die 40 °C lagen und in weiten Teilen des Landes Temperaturen, die um 5 bis 10 °C über den normalen Werten lagen. Die durch den herrschenden El Niño hohen Temperaturen in Südamerika und die Trockenheit begünstigten den Ausbruch von Waldbränden. Am 25. Januar hatten sich diese so weit ausgebreitet, dass der Katastrophenfall ausgerufen wurde. Auch wurde um internationale Hilfe für die Brandbekämpfung gebeten. Beginnend am 25. Januar verbrannte zudem in Argentinien bei einem sich im Zuge hoher Temperaturen (bis zu 40 °C in San Antonio Oeste) rasch ausbreitenden Waldbrand eine Fläche von mehr als 3000 Hektar im Nationalpark Los Alerces.
In Chile stiegen die Temperaturen in der Hauptstadt Santiago am 31. Januar auf 37,3 °C.
Bei den Meeresoberflächentemperaturen setzten sich im Januar jahreszeitliche Rekordtemperaturen fort. Überdurchschnittlich warm war es insbesondere um den Äquator, im Nordpazifik und im Osten des Nordatlantiks. El Niño im Ostpazifik schwächte sich jedoch etwas ab. Kleinere Bereiche in den Ozeanen mit unterdurchschnittlichen Temperaturen fanden sich vor allem auf der Südhalbkugel.

## Februar
Weltweit war der Februar 2024 der wärmste seit Messbeginn. Die Monatsmitteltemperatur der bodennahen Lufttemperaturen lag 1,77 °C über dem Februardurchschnitt der vorindustriellen Referenzperiode von 1850 bis 1900. Damit ist der Februar der neunte Monat in Folge, der einen neuen Allzeitmonatsrekord aufstellte. Besonders warm war es zu Monatsbeginn, als die Temperaturen gleich vier Tage in Folge mehr als 2 °C über dem Durchschnitt der vorindustriellen Referenzperiode lagen. In Europa lagen die Temperaturen 3,30 °C über dem Februardurchschnitt der Jahre 1991–2020. Auch erreichte die Meeresoberflächentemperatur in Bereich 60 °S und 60 °N im Februar mit durchschnittlich 21,06 °C einen neuen Allzeitrekord und lag damit noch vor dem August 2023 mit 20,98 °C. Gegen Monatsende lag sie sogar bei 21,09 °C, dem höchsten jemals ermittelten Wert.
In Deutschland war der Februar der wärmste seit Beginn der Aufzeichnungen, er war 6,2 °C wärmer als der Mittelwert der international gültigen Referenzperiode 1961 bis 1990 und 0,9 °C wärmer als der bisher wärmste Februar. Die deutschlandweit erreichte Durchschnittstemperatur lag gemäß Deutschem Wetterdienst bei „beispiellosen“ 6,6 °C. Insgesamt herrschten Temperaturen, die eher für Mitte April üblich waren. Vielerorts gab es im gesamten Februar kein einziges Mal Frost, die deutschlandweit tiefste Temperatur im Februar lag bei gerade mal −5,2 °C, und damit nur im mäßigen Frostbereich. Auch in Österreich war der Februar mit deutlichem Abstand der wärmste seit Beginn der Aufzeichnungen; die Februartemperatur 5,8 °C höher als der langjährigen Mittelwert von 1991 bis 2020. Das war die größte jemals in einem Monat festgestellte Temperaturabweichung in 200 Jahren Wetteraufzeichnungen. In weiten Teilen Österreichs war der Februar wärmer als ein durchschnittlicher März, in Wiener Neustadt war der Februar sogar wärmer als der wärmste März. Auch die Schweiz erlebte, mit einem Mittel von 2,7 °C und 4,6 °C über der Norm, den wärmsten Februar und darüber hinaus die zweithöchste positive monatliche Normabweichung seit Messbeginn 1864. Nur im Juni im Jahr der Hitzewelle in Europa 2003 war die Normabweichung mit 4,7 °C noch etwas höher ausgefallen. Der vorherige Februar-Temperaturrekord war mit einem Mittel von 2,1 °C im Jahr 1990. Die Temperaturen im Februar entsprachen der eines überdurchschnittlich milden Märzmonates. Bezogen auf den ganzen Winter (Dezember 2023 bis Februar 2024) wurde in der Schweiz, mit einem landesweiten Mittel von 0,9 °C und 2,8 °C über der Norm, der bisher wärmste Winter registriert.
Zu Monatsbeginn kam es in Chile im Zuge einer Hitzewelle zu schweren Waldbränden, durch die mindestens 132 Menschen ums Leben kamen. Stand 5. Februar werden noch hunderte Menschen vermisst. Eine zweitägige Staatstrauer wurde angekündigt. Die zahlreichen Brände zerstörten eine Landfläche von mehr als 28.000 Hektar und tausende Häuser, darunter allein in der Región de Valparaíso mehr als 3000. Im Naturreservat Lago Peñuelas verbrannten mindestens 8500 Hektar. Im Land kommt es regelmäßig zu Waldbränden, die zuletzt 2023 über 4000 km² Land zerstörten und mindestens 24 Menschen töteten. Nach einer Zuordnungsstudie der World Weather Attribution tritt in der Küstenregion bei Valparaíso und Viña del Mar ein solches Feuerwetter wie im Februar 2024, d. h. die heißen, trockenen und windigen durch den HDWI (hot dry wind index) charakterisierten Bedingungen, die die Ausbreitung von Waldbränden begünstigen, im heutigen Klima jedoch einmal alle 30 Jahre auf.
In Teilen der Vereinigten Staaten kam es Ende Februar zu einer Hitzewelle, die in einem halben Dutzend Bundesstaaten sowie mehr als 130 Städten neue Temperaturrekorde für den Monat Februar brachte. Die Temperaturen lagen bis zu 20 °C über den Durchschnittstemperaturen für die Jahreszeit. Die hohen Temperaturen trugen auch zur raschen Ausbreitung des Smokehouse Creek Fires bei, dem mit mehr als 4450 km² verbrannter Fläche größten Flächenbrands in der Geschichte Texas. Auf die Hitzewelle folgte ein starker Temperaturabfall am 27. Februar. Beispielsweise fielen die Temperaturen in Kansas City tagsüber innerhalb von sechs Stunden von 23 °C auf −1 °C. Wisconsin verzeichnete den dort seit Aufzeichnungsbeginn größten Temperaturunterschied innerhalb von 24 Stunden zwischen 21 °C am Nachmittag des 27. Februar und −12 °C am Morgen des 28. Februar.
In der autonomen Region Xinjiang im Nordwesten der Volksrepublik China fielen die Temperaturen am 18. Februar bis auf −52,3 °C. Sie lagen damit knapp oberhalb des nationalen Tiefsttemperaturrekords von −53 °C, waren jedoch kälter als seit 64 Jahren in der Region. Am selben Tag wurde im Süden Chinas in Badu ein Temperaturrekord von 38 °C aufgestellt, sodass zwischen beiden Regionen des Landes eine Differenz der Temperaturmaxima von 90,3 °C herrschte. Das übertraf einen Rekord für die höchste Temperaturdifferenz innerhalb eines Landes aus den Vereinigten Staaten im Jahr 1954 um ein ganzes Grad Celsius.
Die Küstenregion Westafrikas erlebte im Februar ungewöhnliche Hitze für die Jahreszeit. Vom 11. bis 15. Februar stiegen die Temperaturen teils über 40 °C. Die Hitzewelle wurde von hoher, das Gesundheitsrisiko steigender Luftfeuchtigkeit begleitet. Nach einer Zuordnungsstudie der World Weather Attribution Initiative wurde die Hitzewelle durch den menschengemachten Klimawandel mindestens zehnmal wahrscheinlicher.
In Western Australia wurde in Perth ein neuer Rekord für die meisten Februartage in Folge mit Temperaturen über 40 °C aufgestellt. Am 15. Februar erreichten sie am fünften Tag bis zu 41,7 °C. Auch am 18. und 19. Februar stiegen sie einen sechsten und siebten Tag im Februar über 40 °C. Februar-Hitzewellen mit jeweils vier aufeinanderfolgenden Tagen über 40 °C gab es zuvor 1985 und 2016. Insgesamt wurde der Februar 2024 nach dem australischen Bureau of Meteorology der viertwärmste Australiens seit Aufzeichnungsbeginn im Jahr 1910. Die Temperaturen lagen um 1,71 °C über dem Durchschnitt der Jahre 1961–1990. Western Australia verzeichnete den zweitwärmsten Februarmonat mit Temperaturen um 2,78 °C über dem Durchschnitt.
Am 20. Februar erreichte die Meereisausdehnung in der Antarktis ihren jährlichen Tiefststand. Mit 1,99 Millionen Quadratkilometern lag sie etwa 30 Prozent unter dem Mittelwert für 1981–2010, ein Unterschied der etwa der Fläche des US-Bundesstaats Texas entspricht. Der bisherige Tiefstrekord wurde 2023 mit 1,79 Millionen Quadratkilometern erreicht. Meereis und Schnee reflektieren die Sonnenstrahlung, sodass sie zur Kühlung des Klimas beitragen, während mehr dunkle Meeresoberflächen durch schmelzende Eisflächen den umgekehrten Effekt haben (siehe Eis-Albedo-Rückkopplung).

## März
Der März 2024 war global der wärmste seit Aufzeichnungsbeginn. Die Monatsmitteltemperatur lag um 0,73 °C über der Normalperiode und um 0,10 °C über dem bisherigen Rekord von März 2016. Es ist der zehnte Monat in Folge mit Rekordtemperaturen. In Europa lag die Monatsmitteltemperatur um 2,12 °C über der Normalperiode, lediglich 0,02 °C kühler als der März 2014.
In Deutschland war der März wie bereits der Februar der wärmste seit Aufzeichnungsbeginn im Jahr 1881. Die Temperaturen lagen mit 7,5 °C um 4 °C über der Normalperiode 1961–1990. In der Schweiz lag der März im landesweiten Mittel 2 °C über der Norm (1991–2020) und war dort der siebtmildeste Märzmonat seit Messebeginn 1864.
Auf der Iberischen Halbinsel stiegen die Höchsttemperaturen Mitte März bis auf über 30 °C. In Südspanien lagen sie etwa 10 °C über für die Jahreszeit üblichen Werten.
In Mittelamerika waren die Temperaturen Anfang März ebenfalls überdurchschnittlich hoch. In Costa Rica erreichten die Lufttemperaturen am 6. März Höchstwerte von 41 °C.
In Afrika kam es unter anderem im Südsudan zu einer Hitzewelle. Die Regierung ordnete am 16. März die Schließung aller Schulen an, da Temperaturen von bis zu 45 °C erwartet wurden. Am 19. März erreichten die Temperaturen in der Hauptstadt Dschuba bis zu 41 °C. Die Hitzewelle fiel in den Fastenmonat Ramadan, während dem Muslime, die etwa 6,2 % der Landesbevölkerung ausmachen, tagsüber kein Wasser trinken. Durch die hohe Energienachfrage kam es zudem zu Stromausfällen. Es wurde von Todesfällen aufgrund der außergewöhnlich früh im Jahr auftretenden Hitze berichtet.
In Australien lagen die Temperaturen um 1,11 °C über der Normalperiode 1961–1990. Es war der zehntwärmste März seit 1910. Nur South Australia betrachtet, war es dagegen der wärmste Märzmonat mit einer Durchschnittstemperatur von 2,86 °C über der Normalperiode. Im Süden des Bundesstaates kam es vom 8. bis 11. März zu einer Hitzewelle, während der am 9. März Höchsttemperaturen von 42,8 °C in North Shields erreicht wurden. Auch Victoria, Tasmanien und Teile von New South Wales waren von der Hitzewelle betroffen.
Mit Stand 14. März hatten die Ozeane genau ein Jahr lang jeden einzelnen Tag einen neuen Wärmerekord für diesen Tag des Jahres aufgestellt. Damit wurden die ebenfalls bereits sehr warmen Ozeantemperaturen in den Jahren 2020 bis 2023 noch deutlich übertroffen. Der März insgesamt sah zwischen 60 Grad südlicher und nördlicher Breite mit 21,07 °C die höchsten monatlichen Meeresoberflächentemperaturen seit Aufzeichnungsbeginn, um 0,01 °C knapp über dem bereits einen Rekord aufstellenden Vormonat. Luftuntersuchungen am Great Barrier Reef bestätigten Anfang März eine sich dort aufgrund der hohen Wassertemperaturen ereignende großflächige Korallenbleiche. Es war die fünfte innerhalb von acht Jahren und die bisher größte.
In der Arktis erreichte die Meereisausdehnung am 14. März mit 15,65 Millionen Quadratkilometern ihr jährliches Maximum. Die Fläche lag um 640.000 Quadratkilometer unter dem Durchschnitt der Jahre 1981 bis 2010.

Meereisausdehnung in der Arktis
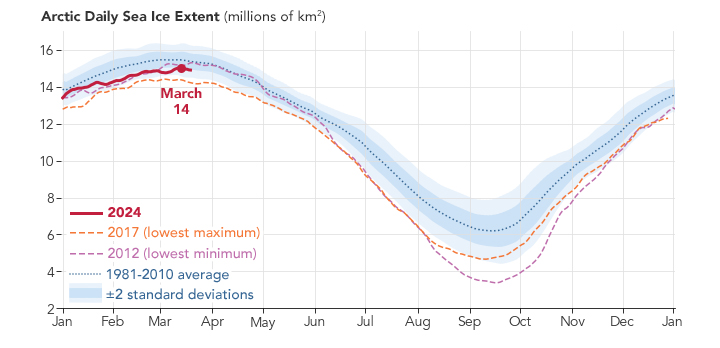
Das jährliche Maximum wurde am 14. März erreicht.
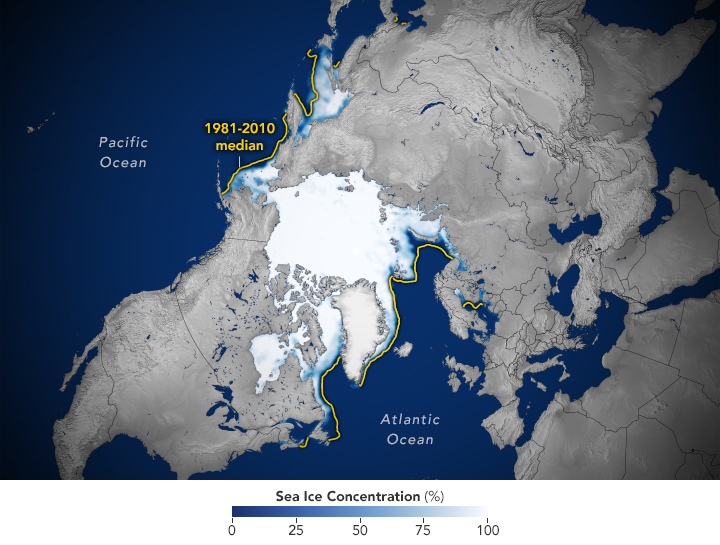
Vergleich Maximum am 14. März 2024 zum Medianwert 1981–2010

## April
Der April 2024 war global der wärmste seit Aufzeichnungsbeginn und der elfte Monat in Folge, der einen neuen Rekord für die jeweiligen Monatsdurchschnittstemperaturen brachte. Mit nach dem Copernicus Climate Change Service 15,03 °C lagen die Durchschnittstemperaturen um 0,67 °C über der Normalperiode 1990–2020 und um 0,14 °C über dem bisherigen Höchstwert aus April 2016. Er war der erste April mit einer globalen Durchschnittstemperatur von mehr als 15 °C. In Europa lagen die Temperaturen um 1,49 °C deutlicher über den Werten der Normalperiode. Es war der zweitwärmste Aprilmonat für den Kontinent. Außerhalb Europas waren die Temperaturen zudem in weiten Teilen Afrikas, im Nordwesten des Nahen Ostens, in Ostasien, im Norden und Nordwesten Nordamerikas, in Grönland und einigen Teilen Südamerikas überdurchschnittlich hoch. Unterdurchschnittlich fielen sie in Australien aus.
In Deutschland brachen am 6. April zahlreiche Wetterstationen ihre bisherigen Rekorde für die wärmsten Temperaturen in der ersten Aprildekade. Nach vorläufigen Daten wurde auch der Deutschland-Rekord für die ersten 10 Apriltage deutlich gebrochen: In Ohlsbach wurden 30,1 °C gemessen; der bisherige Rekord aus dem Jahr 2011 lag bei 27,7 °C. Städte wie Freiburg (29,8 °C) und Rheinfelden (29,6 °C) blieben knapp unter 30 °C und verfehlten somit die Marke eines Hitzetages. Auch am 7. April war es für Anfang April außergewöhnlich warm, beispielsweise brach Rosenheim mit 28,2 °C den Bayernrekord im ersten Aprildrittel, während München mit 27,1 °C seinen eigenen Rekord aus dem Jahr 2011 um fast 2 °C überbot.
Auch in der Schweiz wurden am 6. April einige Monatstemperaturrekorde gebrochen. So wurde z. B. in Chur 28,5 °C gemessen, wobei der bisherige Rekord vom 23. April 1968 bei 27,7 °C lag. In Adelboden liegt der neue April-Rekord nun bei 22,4 °C, zuvor seit dem 23. April 1968 bei 21,9 °C. Auf dem Weissfluhjoch stieg der bisherige Monatsrekord, gemessen am 20. April 2018, von 7,8 °C auf 8,7 °C. Um Mitternacht vom 6. auf den 7. April wurde in Payerne auf ungefähr 1500 m ü. M. 17,4 °C gemessen, die zweithöchste je im April gemessene Temperatur an dieser Stelle. Vom 8. auf den 10. April erfolgte ein Temperatursturz. Am 13. und 14. April wurden erneut zahlreiche Temperaturrekorde für den Monat April gebrochen. La Chaux-de-Fonds und der Säntis verzeichneten vom 12. bis am 14. April die wärmste Dreitagesperiode in einem Aprilmonat seit Messbeginn. Über 40 Messstandorte mit längeren Messreihen registrierten den höchsten Luftdruck für den Monat April seit Messbeginn. Es folgte wiederum ein Temperatursturz, diesmal mit Schnee bis in tiefe Lagen. Insgesamt lag der April in der Schweiz 0,5 °C über der Norm.
In Moskau wurde für den 2. April eine neue Tageshöchsttemperatur von 23,2 °C gemessen – ein eher für Ende Mai bis Anfang Juli typischer Wert. Der vorherige Rekord von 17,4 °C stammte aus dem Jahr 1951.
Am 14. April setzte in Mexiko eine Hitzewelle ein. In Mexiko-Stadt wurde für das Datum ein neuer Tagesrekord von 32,9 °C gemessen (vorheriger Rekord aus dem Jahr 1998: 32 °C). In der Aprilwoche erreichten die Temperaturen im Land 35 bis 45 °C. Eine von Norden heranziehende Kaltfront beendete die Hitzewelle gegen 21. April und brachte die darauffolgenden Tage unterdurchschnittliche Temperaturen.
In Afrika kam es Ende März bis Anfang April zu einer extremen Hitzewelle in der Sahelzone. Betroffen waren insbesondere Mali, Burkina Faso, der Senegal, Guinea, Niger, Nigeria und der Tschad. Die höchsten Temperaturen wurden in Burkina Faso und im Süden Malis erreicht, wo sie in Kayes auf bis zu 48,5 °C stiegen. In Mali wurde in Bamako ein Anstieg an Einweisungen und Todesfällen im örtlichen Krankenhaus festgestellt. Das Krankenhaus verzeichnete in den ersten vier Apriltagen 102 Todesfälle, während es im Vorjahr für den gesamten Monat 130 waren. Die Hitzewelle fiel wie bereits die im März im Südsudan in den 2024 vom 11. März bis 10. April dauernden Fastenmonat Ramadan. Zudem kam es zu Stromausfällen, sodass Kühlgeräte teils nicht genutzt werden konnten. Es wird von mehr als 100 Todesopfern im Land durch die Hitze ausgegangen. Nach einer Zuordnungsstudie der World Weather Attribution wäre die extreme Hitze in Burkina Faso und Mali ohne Einfluss der globalen Erwärmung nicht möglich gewesen. Ein Einfluss von El Niño wurde auch festgestellt, jedoch fiel dieser mit einem Anteil von 0,2 °C an der fünftägigen Hitzewelle deutlich kleiner aus. Durch zunehmende Verstädterung und eine Abnahme von Grünflächen habe zudem in Städten wie Bakamo und Ouagadougou der städtische Wärmeinseleffekt zugenommen.
Südostasien traf Anfang April eine von dem Klimatologen Maximiliano Herrera als „historisch“ bezeichnete Hitzewelle. Fast 4000 Schulen in den Philippinen blieben aufgrund der Hitze geschlossen. In Hat Yai in Südthailand wurde mit 40,2 °C ein neuer Temperaturrekord aufgestellt. Seit Jahresbeginn starben in Thailand mindestens 30 Menschen an Hitzschlag. In Myanmar wurden in Minbu Temperaturen von 44 °C gemessen und in Yên Châu in der Provinz Sơn La im Nordwesten Vietnams 40,6 °C – für die Jahreszeit ebenfalls Rekorde. Ende April wurden aufgrund extremer Hitze auf den Philippinen erneut tausende Schulen geschlossen. In Bangladesch stiegen die Temperaturen auf 40 bis 42 °C, sodass die Schulen im Land ebenfalls geschlossen blieben. Das Land erlebte den wärmsten April seit Aufzeichnungsbeginn. In der thailändischen Hauptstadt Bangkok wurden am 24. April Höchsttemperaturen von 40,1 °C gemessen. In anderen Teilen Asiens wurde beispielsweise in Tel Aviv in Israel am 25. April mit 40,7 °C eine neue Höchsttemperatur für den Monat April gemessen. Der vorherige Rekord von 40,4 °C stammte aus dem Jahr 1939. Der April 2024 war der drittwärmste in Israel nach 2016 und 1989. In Bahrain lag der Temperaturdurchschnitt im April bei 27,1 °C und damit um 1,1 °C über dem der Normalperiode. Der bisher wärmste April wurde dort 2021 mit 27,7 °C verzeichnet.
In Australien lagen die Temperaturen im April um 0,51 °C unter dem Durchschnitt für 1961–1990 und damit auf dem tiefsten Wert seit 2015.
Die globalen Meeresoberflächentemperaturen zwischen 60 Grad nördlicher und südlicher Breite waren mit 21,04 °C die höchsten in einem Aprilmonat verzeichneten und lagen nur knapp unter dem Rekordwert des Vormonats. Der April war der dreizehnte Monat mit jeweiligen Rekordtemperaturen in Folge.

## Mai
Der Mai 2024 war global der wärmste seit Aufzeichnungsbeginn und der zwölfte Monat in Folge, der einen neuen Rekord für die jeweiligen Monatsdurchschnittstemperaturen brachte. Die Durchschnittstemperatur lag 0,65 °C über der Normalperiode und 0,19 °C über des vorherigen Rekordmonats von Mai 2020. Europa erlebte den drittwärmsten Maimonat. Die Durchschnittstemperatur lag 0,88 °C über der Normalperiode.
In Europa war es im Mai durch ein großes und langanhaltendes Hochdruckgebiet vor allem in Skandinavien überdurchschnittlich warm. Mit Temperaturen rund 2 °C über dem vorindustriellen Niveau war laut dem Meteorologischen Institut Finnlands die globale Erwärmung ein wahrscheinlicher Einfluss. Schweden und Norwegen verzeichneten jeweils ihren zweitwärmsten Maimonat seit Aufzeichnungsbeginn. In Finnland kam es gegen Monatsende zu einer ungewöhnlich früh im Jahr auftretenden Hitzewelle. Im Süden und Westen lagen die Temperaturen um 3 bis 4 °C über üblichen Werten. Offiziell wurden 16 Tage mit Hitzewelle verzeichnet, welche nach dem Meteorologischen Institut Finnlands als Tage, an denen Temperaturen von 25 °C erreicht werden, definiert sind. Es wurden Hitzewarnungen ausgegeben. Nach vorläufigen Daten des Met Office erlebte zudem das Vereinigte Königreich den bisher wärmsten Mai. Deutschland verzeichnete laut dem Deutschen Wetterdienst den fünftwärmsten Mai seit 1881. Obwohl es sich oft tagsüber kühler angefühlt habe, seien die Temperaturen vor allem durch nächtliche Bewölkung insgesamt höher ausgefallen. Die höchste Temperatur wurde mit 29,8 °C am 22. Mai in Manschnow in Brandenburg gemessen und die niedrigste mit −1,4 °C am 9. Mai in Brüderwiese im Erzgebirgskreis. In der Schweiz erreichte das landesweite Mittel der Maitemperatur 8,8 °C und lag damit 0,1 °C unter der Normalperiode, jedoch 2,3 °C über der vorindustriellen Referenzperiode 1871–1900.
In Mexiko setzte ab 3. Mai eine Hitzewelle ein. Zwischen 17. März und 4. Mai gab es laut dem Gesundheitsministerium landesweit mindestens sieben hitzebedingte Todesfälle sowie 337 registrierte Fälle von Gesundheitsproblemen wie Hitzschlag, Dehydratation und Sonnenbrand. Bis Mitte Juni stiegen die seit März verzeichneten hitzebedingten Todesfälle auf mindestens 125. Am 9. Mai erreichten die Temperaturen in Gallinas in San Luis Potosí 51,1 °C und damit den höchsten je im Mai gemessenen Wert für das Land sowie für ganz Nordamerika. Zudem wurden am 9. Mai in zehn Städten neue Rekordtemperaturen verzeichnet, darunter waren Mexiko-Stadt mit 34,3 °C, Mérida mit 43,7 °C, Puebla mit 35,2 °C und Progreso mit 44,2 °C. Der vorherige Rekord aus Mexiko-Stadt stammte vom 15. April 2024 und war damit erst weniger als einen Monat alt. Der Temperaturrekord in der Hafenstadt Progreso lag fast 3 °C über dem vorherigen Rekord von 41,5 °C aus dem Mai 2009. 16 % der automatischen Wetterstationen im Land verzeichneten zudem Temperaturen über 40 °C. In drei Bundesstaaten wurden in der zweiten Maiwoche hitzebedingte Todesfälle gemeldet. Einige Schulen wurden aufgrund der Hitze geschlossen. Wegen der gestiegenen Stromnachfrage kam das Netz teils an seine Grenzen. In Mexiko-Stadt und anderen Regionen kam es zu stundenlangen Stromausfällen. Neben der Hitzewelle hatte Mexiko auch mit einer Dürre und mehr als 150 Waldbränden auf über 75.000 Hektar Landfläche zu kämpfen, deren Problematik durch die Hitze noch weiter verschärft wurde. Nach einer Zuordnungsstudie der World Weather Attribution wurde die Hitzewelle aufgrund des menschengemachten Klimawandels 35 Mal wahrscheinlicher. Neben Mexiko erlebten auch weitere Teile Nordamerikas eine Hitzewelle. Die Regierung Kanadas sagte für die kommenden Monate aufgrund anhaltender Trockenheit und ungewöhnlich hoher Temperaturen ein erhöhtes Waldbrandrisiko voraus. Bei den Waldbränden ab Mai 2024 nahe der Stadt Fort McMurray in der Provinz Alberta mussten bereits tausende Anwohner evakuiert werden. Im Süden Floridas erreichten die Temperaturen am 19. Mai in Fort Lauderdale und Miami Rekordwerte für die Jahreszeit von 35 °C (95 °F). Es wurden Hitzewarnungen ausgegeben.
In Südamerika verzeichnete dagegen Chile insbesondere an der Küste die kältesten Maitemperaturen seit 1950. Die Kaltfront trat ungewöhnlich früh im Jahr auf und war zudem eine der am längsten andauernden. In Argentinien ordneten vorläufige Daten bis 27. Mai den Monat als bisher kältesten Mai seit 1961 ein. Überdurchschnittlich warm war es hingegen Ende April bis Anfang Mai im Süden Brasiliens. Zusammen mit kälteren Temperaturen weiter im Süden werden diese als Faktor für die Überschwemmungskatastrophe in Rio Grande do Sul gesehen. Neben El Niño erhöhte zudem die globale Erwärmung die Wahrscheinlichkeit und Intensität der schweren Regenfälle, in deren Folge mindestens 154 Menschen ums Leben kamen.
Mitte Mai wurden in der indischen Stadt Delhi während der fünften Hitzewelle des Jahres Temperaturen von 49,2 °C erreicht und 47,4 °C am 20. Mai. Die Schulen in der Stadt wurden frühzeitig für die Sommerferien geschlossen. Die Hitze im Land führte zu einer steigenden Stromnachfrage, die in mehreren Bundesstaaten Stromausfälle verursachte und wurde auch als Grund für sinkende Wählerzahlen bei der sechs Wochen andauernden Parlamentswahl genannt. Darüber hinaus wurde die Weizenernte beeinträchtigt, weshalb wegen des anhaltenden Kriegs in der Ukraine Befürchtungen über mögliche globale Engpässe geäußert wurden. Insbesondere die Bundesstaaten Himachal Pradesh, Haryana, Uttarakhand, Punjab und Bihar waren von der Hitzewelle betroffen. In Pakistan stiegen die Temperaturen am 22. Mai in Mohenjo-Daro bis auf 49 °C. In der Provinz Punjab wurden Schulen für eine Woche geschlossen. Am 29. Mai wurde in Mungeshpur bei Delhi über 52 °C gemessen, wobei ein Messfehler derzeit nicht ausgeschlossen werden kann. In Bahrain wurden die höchsten Temperaturen während des Monats am 21. Mai am Flughafen Bahrain mit 41,7 °C gemessen. Die Monatsdurchschnittstemperatur für Bahrain lag mit 31,5 °C um 0,4 °C über der Normalperiode. Der wärmste Mai wurde 2021 mit 33,5 °C verzeichnet.
In Australien lagen die Temperaturen um 0,99 °C über dem Durchschnitt der Jahre 1961–1990. Western Australia verzeichnete den bisher fünftwärmsten Mai und den wärmsten seit 2005.
Im östlichen äquatorialen Pazifik fielen die Temperaturen unterdurchschnittlich aus, was auf eine beginnende La-Niña-Phase hindeutet. Insgesamt waren die globalen Meeresoberflächentemperaturen zwischen 60 Grad nördlicher und südlicher Breite dennoch mit 20,93 °C die höchsten in einem Maimonat seit 1979. Der Mai 2024 war bereits der vierzehnte Monat mit jeweiligen Rekordtemperaturen in Folge. Der Hauptgrund für den Anstieg in diesem Zeitraum wird im anthropogenen Treibhauseffekt gesehen.

## Juni
Der Juni 2024 war der global wärmste seit Aufzeichnungsbeginn und der dreizehnte Monat in Folge, der einen globalen Temperaturrekord für die jeweilige Monatsmitteltemperatur aufstellte. Die Lufttemperaturen lagen mit durchschnittlich 16,66 °C um 0,67 °C über denen der Normalperiode und um 0,14 °C über denen des vorherigen Rekordmonats von 2023. In Europa lag die Durchschnittstemperatur um 1,57 °C über der Normalperiode. Dort war es zusammen mit dem Juni 2022 der zweitwärmste Juni nach 2019. In der Schweiz lag die Durchschnittstemperatur bei 13,1 °C und somit 0,4 °C über der Normalperiode.
Anfang Juni kam es zu einer Hitzewelle im Südwesten der Vereinigten Staaten. Für mehr als 34 Millionen Menschen galten Hitzewarnungen. Am 6. und 7. Juni wurden an mehreren Orten in Nevada, Arizona und Kalifornien neue Höchsttemperaturen für den jeweiligen Tag gemessen. Mitte Juni kam es zu einer weiteren Hitzewelle in großen Teilen der Vereinigten Staaten. Neue Kalenderrekorde wurden am 17. bis 19. Juni in Städten wie Chicago, Pittsburgh, Fort Lauderdale, Milwaukee und Boston aufgestellt.
Auch in Südosteuropa setzte die Sommerhitze mit bis zu 45 °C ungewöhnlich früh ein. Sie forderte mehrere Todesopfer unter Touristen in Griechenland. Panagiotis Giannopoulos, ein griechischer Meteorologe ordnete die hohen Temperaturen zu dieser Jahreszeit als historisch ein. Die Akropolis wurde aufgrund der Hitzewelle Mitte Juni zeitweise geschlossen. Die Türkei war ebenfalls von dieser sehr frühen Hitzewelle betroffen. Die Behörden dort rieten, sich zwischen 11:00 und 16:00 Uhr nicht im Freien aufzuhalten. In beiden Ländern herrschte Waldbrandgefahr. Auf Zypern kam es bereits Anfang Juni zu Bränden, bei denen vier Dörfer vorübergehend evakuiert werden mussten. Im Westen Europas waren die Temperaturen im Juni 2024 dagegen durchschnittlich bis unterdurchschnittlich hoch.
In Ägypten wurde am 7. Juni in Assuan ein neuer Temperaturhöchstwert von 50,9 °C gemessen – der vorherige Landesrekord aus dem Jahr 1961 lag bei 50,3 °C in Charga. Der Temperaturmesswert setzte zugleich einen neuen Höchstwert für den Monat Juni in Afrika.
Bei der muslimischen Wallfahrt Haddsch im saudi-arabischen Mekka kamen Mitte Juni nach offiziellen Angaben mindestens 1301 Menschen durch extreme Hitze von 49 °C Außentemperatur ums Leben. In der Großen Moschee wurden sogar bis zu bis 51,8 °C erreicht. Mehr als 2700 Pilger mussten zudem hitzebedingt behandelt werden. In Israel lagen die Junitemperaturen 3 bis 3,5 °C über dem Durchschnitt der Normalperiode 1991–2020. Es kam zu mehreren Hitzewellen und neuen Temperaturrekorden, darunter 38,3 °C am 14. Juni in Haraschim sowie in israelischen Siedlungen im besetzten Westjordanland 41,5 °C am 14. Juni in Maʿale Adummim und 48,1 °C am 3. und 14. Juni in Gilgal.
Im Norden Indiens kam es in der zweiten Junihälfte zu einer Hitzewelle. In Delhi hielten sich die Temperaturen nachts bei bis zu 35,2 °C. Tagsüber wurden in Sri Ganganagar nahe der pakistanischen Grenze Höchsttemperaturen von 44,7 °C gemessen. Die Energienachfrage stieg durch den Kühlbetrieb von elektrischen Geräten wie Klimaanlagen stark an. Beispielsweise am Indira Gandhi International Airport kam es zu einem einstündigen Stromausfall. Überhitzte elektrische Geräte verursachten Brände in einigen Geschäften und Wohnungen. Außerhalb Delhis trugen die hohen Temperaturen zu Waldbränden und Wasserknappheit bei.
In Australien lag die Monatsdurchschnittstemperatur laut dem Bureau of Meteorology um 0,71 °C über dem Durchschnitt für 1961–1990.

## Juli

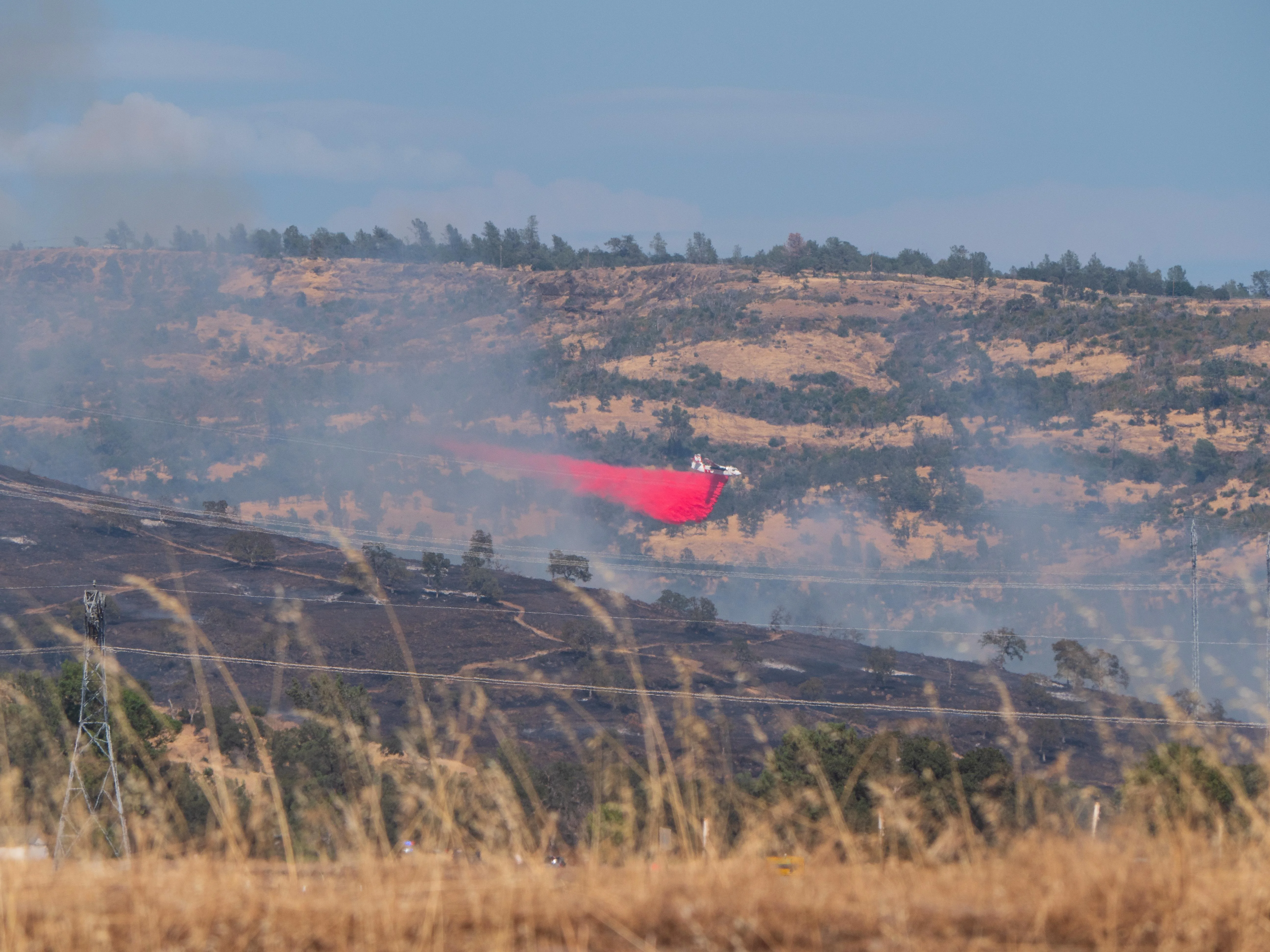
Löschflugzeug im Einsatz beim Park Fire, 24. Juli 2024.

Der Juli 2024 war mit einer Mitteltemperatur von 16,91 °C im ERA5-Datensatz nach dem Copernicus Climate Change Service der global zweitwärmste seit Aufzeichnungsbeginn. Die Monatsmitteltemperatur lag 0,68 °C über der Normalperiode und nur 0,04 °C unter dem Wert für Juli 2023. In Europa lagen die Mitteltemperatur im Juli 2024 um 1,49 °C über dem Vergleichswert der Normalperiode. Es war der zweitwärmste Juli nach Juli 2010. In Japan wurde der heißeste Juli seit Messbeginn verzeichnet, die Temperaturen lagen 2,16 °C über dem Durchschnitt.
Am 21. Juli 2024 wurde mit 17,09 °C durchschnittlicher Oberflächenlufttemperatur der heißeste Tag seit Beginn der Aufzeichnungen gemessen. Dieser Wert übertraf damit die 17,08 °C, die am 6. Juli 2023 gemessen wurden. Bereits am 22. Juli wurde mit 17,16 °C durchschnittlicher Oberflächenlufttemperatur der Rekord vom Vortag gebrochen. Am 23. Juli wurde 17,15 °C erreicht.
Ab dem 9. Juli wurden im österreichischen Klagenfurt am Wörthersee an elf Tagen in Folge Temperaturen von über 30 °C erreicht und somit die längste jemals an der Wetterstation Klagenfurt/Flughafen gemessene Hitzewelle. In Südosteuropa kam es zu teils rekordbrechenden, langanhaltenden Hitzewellen. Zu über zwei Wochen anhaltenden Hitzewellenbedingungen kam es seit Mitte Mai im Süden von Rumänien, Bulgarien, Griechenland, der Türkei, Zypern und Teilen Italiens. In Italien wurden Mitte Juli in 12 Städten schwere Hitzewarnungen ausgesprochen und den Menschen empfohlen, sich im Inneren aufzuhalten. Auch in Griechenland stiegen die Temperaturen über 40 °C, sodass einige Outdooraktivitäten zu den heißesten Tageszeiten zum Schutz der Öffentlichkeit verboten wurden. In Nordmazedonien, wo Temperaturen von bis zu 42 °C verzeichnet wurden, kam es zu über 200 Waldbränden. Auch in Bulgarien mussten Löschflugzeuge eingesetzt werden. Nach Analyse der World Weather Attribution basierend auf dem ERA5-Datensatz wäre die Julihitze im Mittelmeerraum ohne Einfluss der globalen Erwärmung „praktisch unmöglich“ gewesen. Im bereits erwärmten Klima sei mit derartigen extremen Hitzewellen in den Mittelmeeranrainerstaaten Griechenland, Italien, Portugal, Spanien und Marokko dagegen etwa einmal alle 10 Jahre zu rechnen. Ende Juli 2024 verendeten in der Lagune von Orbetello (Italien, Toskana) nach ersten Schätzungen insgesamt 200 Tonnen Aale und andere Fische. Rekordhohe Wassertemperaturen von um die 35 °C werden für das Fischsterben verantwortlich gemacht. Am 31. Juli wurde in Barcelona mit 40 °C ein neuer Lufttemperaturrekord gemessen. In der Schweiz wurde mit einer Durchschnittstemperatur von 16,1 °C und 1,5 °C über der Normalperiode der schweizweit zehntwärmste Juli seit Messbeginn 1864 verzeichnet. In Lugano wurde zwischen dem 22. Juli und dem 6. August eine 16-tägige Hitzewelle (Tagesmitteltemperatur über 25 °C) registriert, die längste Hitzeperiode in Lugano seit Messbeginn 1864. Der vorherige Rekord lag bei 14 Tagen und stammt aus dem Juli 2022. Die aktuelle Hitzewelle betrifft neben Lugano auch die Magadinoebene und die Gemeinde Biasca.
Anfang Juli 2024 kam es in den Vereinigten Staaten zu einer großflächigen schweren Hitzewelle, von der mit Stand 10. Juli mindestens 162 Millionen Menschen betroffen waren, etwa die Hälfte der US-Bevölkerung. Unter anderem wurde in Las Vegas 48,9 °C gemessen, der höchste dort jemals festgestellte Wert. Im Death Valley stiegen die Temperaturen sogar auf mehr als 52 °C. Im Zuge der Hitze kam es auch zur Ausbreitung von Busch- und Waldbränden. Im Verlauf dieser wochenlang anhaltenden Hitzewelle brachen u. a. auch zahlreiche Wald- und Flächenbrände aus, darunter das Park Fire, das bereits drei Tage nach Ausbruch eine Fläche von 1400 km² verbrannt hatte.
Im Juli erlebte der Iran eine mindestens zweiwöchige Hitzewelle; in weiten Landesteilen betrugen die Temperaturen dabei 40 bis 50 °C. Wegen des hohen Energiekonsums kam es dabei wiederholt zu stundenlangen Stromausfällen. Viele Großstadtbewohner, besonders aus der Hauptstadt Teheran, flüchteten wegen der Hitze in den Norden des Landes.
In Australien lag die Monatsdurchschnittstemperatur laut dem Bureau of Meteorology um 0,70 °C über dem Durchschnitt für 1961–1990.
In der Antarktis setzte Anfang Juli eine Hitzewelle ein, wobei besonders die Ostantarktika betroffen ist, wo die Temperaturen ab Mitte Juli teils bis zu 28 °C über dem Durchschnitt lagen. Die Hauptursache dieser antarktischen Hitzeperiode sehen Klimaforscher in einer anomal starken Abschwächung des Polarwirbels.

## August
Der August 2024 war mit einer globalen Durchschnittstemperatur von 16,82 °C im ERA5-Datensatz nach dem Copernicus Climate Change Service der, zusammen mit dem August 2023, global wärmste August seit Aufzeichnungsbeginn, die Monatsmitteltemperatur lag 0,71 °C über der Normalperiode. In Europa lag sie um 1,57 °C über dem Vergleichswert der Normalperiode, dort wurde der zweitwärmste August nach August 2022 verzeichnet. Der Sommer 2024 (Juni bis August) war sowohl weltweit, als auch in Europa, der heißeste Sommer seit Messbeginn.
In Österreich wurde der heißeste August seit Messbeginn 1767 verzeichnet, zudem auch der heißeste Sommer. In der Schweiz wurde mit einer Durchschnittstemperatur von 17,1 °C und 2,7 °C über der Normalperiode der schweizweit zweitwärmste August seit Messbeginn 1864 verzeichnet, nur der August 2003 war dort noch heißer. Insgesamt wurde in der Schweiz der sechstwärmste Sommer verzeichnet. Das höchste Tagesmaximum in der Schweiz im Sommer 2024 wurde am 11. August in Biasca mit 36,4 °C gemessen. Auf der Alpennordseite (Schweiz) wurde die höchste Temperatur des Jahres am 24. August mit 35,4 °C in Basel/Binningen erreicht. In der Schweiz stieg am 10. August 2024 die Nullgradgrenze auf über 5000 Meter über Meer, einer der zehn höchsten Werte seit Messbeginn 1954. Auf dem Mont Blanc wurde auf 4750 Metern Höhe von Mitternacht am 10. August bis 9.00 Uhr am 11. August 33 Stunden am Stück Temperaturen über null Grad gemessen. Am 12. August, um 16.20 Uhr wurden auf dem Großglockner auf 3454 Metern Seehöhe 12,9 °C gemessen. Erstmals seit Messbeginn 1900 wurde auf der Zugspitze kein einziger Frosttag im August registriert. Zwischen dem 5. Juli und dem 8. September sank dort die Temperatur nie unter null Grad, was mit Abstand der längsten jemals dort gemessenen frostfreien Periode entspricht. Gleiches trifft auch auf den Hohen Sonnblick zu. Auch am Wilden Freiger auf 3.400 Meter Höhe sanken die Temperaturen im August 2024 nie unter null Grad. Auf dem Jungfraujoch wurden im Juli und August nur 20 Frosttage registriert, was weniger als der Hälfte im Vergleich zur Normalperiode entspricht. Nach vorläufigen Daten des Deutschen Wetterdienstes wurde am 13. August im rheinland-pfälzischen Bad Neuenahr-Ahrweiler mit 36,5 °C der bislang in Deutschland heißeste Tag des Jahres gemessen. In Spanien wurde der heißeste jemals gemessene August verzeichnet.
In China war der August 2024 in den Provinzen Jiangsu, Hebei, Hainan, Jilin, Liaoning und Shandong der heißeste August seit Messbeginn, in fünf weiteren Provinzen der zweitheißeste und in sieben weiteren der drittheißeste August. In der südkoreanischen Hauptstadt Seoul wurden seit dem 21. Juli an 26 Tagen in Folge Tropennächte (≥ 25 °C) verzeichnet (Stand: 15. August), die in Seoul bisher längste Serie an Tropennächten seit Messbeginn. In Wien wurden in diesem Jahr bereits 42 Tropennächte (≥ 20 °C) verzeichnet, so viele wie in keinem anderen Jahr.
Während des Südwinters 2024 wurden in Australien neue Temperaturhöchstrekorde verzeichnet. So wurde gegen Ende August in der Region Kimberley 41,5 °C gemessen, womit der bisherige australische Winterhöchstrekord aus dem Jahr 2020 um rund 0,3 °C übertroffen wurde. Die Monatsdurchschnittstemperatur für Australien lag nach dem Bureau of Meteorology um 3,03 °C über dem Vergleichswert für 1961–1990. Es war der wärmste August seit 1910.
Das Mittelmeer erreichte am 15. August mit einer medianen Oberflächentemperatur von 28,9 °C einen neuen Tageshöchstwert. Der vorherige Rekord wurde mit 28,71 °C im Juli 2023 verzeichnet. Lokal wurde am 12. August bei der spanischen Mittelmeerinsel Sa Dragonera mit einer Wassertemperatur von 31,87 °C ebenfalls eine neue Höchsttemperatur für das Meer vor Mallorca verzeichnet. Ebenso erwärmten sich Seen. So wurde z. B. am 16. August am Bodensee eine durchschnittliche Wassertemperatur von 25,8 °C und am Zürichsee eine von 26,6 °C gemessen, wobei beide Werte etwa 3,5 °C über dem Mittelwert der höchsten Jahrestemperaturen seit Messbeginn 1983 liegen.

## September
Der September 2024 war mit einer globalen Durchschnittstemperatur von 16,17 °C im ERA5-Datensatz nach dem Copernicus Climate Change Service der zweitwärmste September seit Aufzeichnungsbeginn. Die Monatsmitteltemperatur lag 0,73 °C über der Normalperiode. In Europa wurde ebenfalls der zweitwärmste September registriert, mit Temperaturen um 1,74 °C über dem Vergleichswert der Normalperiode. Nur der September 2023 war sowohl global als auch in Europa heißer als der September 2024. In der Schweiz erreichte das landesweite Mittel der Septembertemperatur 10,0 °C und lag damit 0,5 °C unter der Normalperiode.
Ab Anfang September herrschten in Mittel- und Osteuropa überdurchschnittlich hohe Temperaturen, die an einigen Orten bis zu 10 °C über den üblichen Werten für die Jahreszeit lagen. Am 1. September wurden in der Schweiz an einigen Messstationen neue Septemberrekorde bei den Tageshöchsttemperaturen verzeichnet, so in Schaffhausen mit 32,0 °C, in Hallau mit 30,8 °C, in Glarus mit 29,1 °C, in Wynau mit 31,3 oder 31,5 °C und in Stabio mit 31,6 °C. Am 3. September folgten die Rekorde aus Deutschland, z. B. mit 34,5 °C in Doberlug-Kirchhain oder mit 33 °C in Dresden-Klotzsche sowie in Berlin-Tempelhof. Bereits am 4. September wurden die Werte vom Vortag teilweise übertroffen. In Estland wurde mit 29,8 °C in Haapsalu ein neuer Temperaturhöchstrekord für diese Station in einem September gemessen. Schweden verzeichnete mit einem Tagesmaximum von 31,1 °C in Helsingborg und in Lund den heißesten Tag für den Monat September. Am 5. September hat Norwegen zum ersten Mal seit Messbeginn einen Hitzetag in einem September registriert. So stieg das Tagesmaximum in Etne auf 30,6 °C. Am 7. September wurde in Glarus in der Schweiz mit 30,6 °C erneut ein Septemberrekord für diese Messstelle verzeichnet. In Schleswig-Holstein wurden mit Stand vom 8. September sechs Hitzetage registriert, so viele wie noch nie in einem September. Am 9. September erfolgte in der Schweiz ein massiver Temperatursturz auf der Alpennordseite, woraufhin bis Monatsmitte an 14 Messstandorten die tiefsten Tagesmaxima seit Messbeginn für die erste Septemberhälfte registriert wurden.
Phoenix (Arizona) erlebte am 3. September den hundertsten Tag in Folge, an dem die Temperaturen mindestens 100 °F (37,8 °C) erreichten. Die Serie begann am 27. Mai, der vorherige Rekord lag bei 76 Tagen. Mit einer Durchschnittstemperatur von 98,9 °F (37,2 °C) erlebte Phoenix auch den heißesten Sommer seit Beginn der Aufzeichnungen. Auch die durchschnittliche Höchst- (110,4 °F (43,6 °C)) bzw. und Minimaltemperaturen (87,5 °F (30,8 °C)) stellten neue Rekorde dar.
Japan verzeichnete laut der Japan Meteorological Agency den zweitwärmsten September nach 2023 seit Aufzeichnungsbeginn im Jahr 1898. Auch die Meeresoberflächentemperaturen nahe Japan waren überdurchschnittlich hoch. Die weltweit ermittelte Meeresoberflächentemperatur im Bereich 60 °S und 60 °N erreichte im September 2024 mit durchschnittlich 20,83 °C die zweitwärmste jemals in einem September gemessene Temperatur. Der Wert lag nur 0,09 °C tiefer als jener vom September 2023.

## Oktober
Der Oktober 2024 war mit einer globalen Durchschnittstemperatur von 15,25 °C im ERA5-Datensatz nach dem Copernicus Climate Change Service der zweitwärmste Oktober seit Aufzeichnungsbeginn. Die Monatsmitteltemperatur lag 0,80 °C über der Normalperiode. Nur der Oktober 2023 war noch 0,05 °C heißer als der Oktober 2024. In Europa wurde der fünftwärmste Oktober registriert, mit einer Monatsmitteltemperatur um 1,23 °C über dem Vergleichswert der Normalperiode. In der Schweiz erreichte das landesweite Mittel der Oktobertemperatur 8,4 °C und lag damit 1,7 °C über der Normalperiode, was dem Monat den 8. Rang in der Liste der wärmsten Oktobermonate seit Messbeginn 1864 brachte.
In Japan begann der Oktober 2024 mit einer ungewöhnlichen Hitzewelle, bei der über 70 Städte, darunter Kyoto, Temperaturen von 30 °C oder darüber verzeichneten. Dies liegt 5 °C bis 8 °C über dem Durchschnitt der Jahre 1991–2020. Am 25. Oktober wurde mit 19,4 °C in Uccle (Belgien) der wärmste 25. Oktober seit Beginn der Wetteraufzeichnungen vor rund 130 Jahren gemessen. Der bisherige Rekord aus dem Jahr 1949 lag bei 19,2 °C.
Die weltweit ermittelte Meeresoberflächentemperatur im Bereich 60 °S und 60 °N erreichte im Oktober 2024 mit durchschnittlich 20,68 °C die zweitwärmste jemals in einem Oktober gemessene Temperatur. Der Wert lag nur 0,10 °C tiefer als jener vom Oktober 2023.

## November
Der November 2024 war mit einer globalen Durchschnittstemperatur von 14,10 °C im ERA5-Datensatz nach dem Copernicus Climate Change Service der zweitwärmste November seit Aufzeichnungsbeginn. Die Monatsmitteltemperatur lag 0,73 °C über der Normalperiode. Nur der November 2023 war noch 0,12 °C heißer als der November 2024. In Europa lag die Monatsmitteltemperatur 0,78 °C über dem Vergleichswert der Normalperiode, womit es der Monat nicht unter die zehn wärmsten Novembermonate in Europa schaffte. Der November 2015 war mit 1,74 °C über der Normalperiode der bisher wärmste November in Europa seit Beginn der Aufzeichnungen. In der Schweiz erreichte das landesweite Mittel der Novembertemperatur 2,8 °C und lag damit 1,1 °C über der Normalperiode.
In der Nacht auf den 1. November 2024 sank die Temperatur auf dem Jungfraujoch, mit einer Tiefsttemperatur von 0,1 °C, erstmals an einem Novembertag seit Messbeginn 1961 nicht unter den Gefrierpunkt und im Verlaufe des Tages wurde mit 4,8 °C ein neuer November-Temperaturrekord registriert. Auf der Zugspitze lag das Tagesmaximum bei 9,9 °C, womit der bisherige Rekord aus dem Jahr 2015 um mehr als zwei Grad überboten wurde. Auf dem Säntis wurde mit 11,2 °C ein neuer Höchstwert erzielt. Auch die Nullgradgrenze erreichte mit 4284 Metern über Meer einen neuen November-Höchstwert. Tags darauf, am 2. November, wurden auf dem Weissfluhjoch mit 12,7 °C, dem Grossen Sankt Bernhard-Pass mit 11,9 °C und dem Berninapass mit 13,7 °C neue November-Höchsttemperaturen gemessen. Der Rekord vom Berninapass wurde bereits am 3. November um 0,2 °C übertroffen und betrug nun 13,9 °C. Dort ist jedoch auch der 1. sowie der 4. November in die Top-10-Liste der höchsten Novembertemperaturen eingegangen. In den französischen Pyrenäen kam es am 26. November infolge von Föhn in mehreren Orten zu extrem warmen Tropennächten. In Pau wurden gegen 4 Uhr morgens 26,9 °C gemessen, ein Wert, der selbst für eine Sommernacht ungewöhnlich hoch wäre. Auch in Biarritz und Tarbes stiegen die Temperaturen auf 24 °C. Der Grenzwert für eine Tropennacht liegt bei 20 °C.
Die weltweit ermittelte Meeresoberflächentemperatur im Bereich 60 °S und 60 °N erreichte im November 2024 mit durchschnittlich 20,58 °C die zweitwärmste jemals in einem November gemessene Temperatur. Der Wert lag nur 0,13 °C tiefer als jener vom November 2023.

## Dezember
Der Dezember 2024 war laut dem Copernicus Climate Change Service global der zweitwärmste nach 2023. Mit 13,42 °C lag die Monatsmitteltemperatur um 0,76 °C über der Normalperiode bzw. um 1,69 °C über dem vorindustriellen Niveau. In Europa lag die Monatsmitteltemperatur für Dezember um 1,37 °C über der Normalperiode, jedoch um 1,25 °C unter der vom Dezember 2019.
In Deutschland lag das Temperaturmittel für Dezember laut dem Deutschen Wetterdienst bei 2,8 °C und um 2,0 °C über der Normalperiode 1961–1990. In der Schweiz lag das landesweite Mittel der Dezembertemperatur bei −0,8 °C und somit 0,5 °C über der Normalperiode.
Die weltweit ermittelte Meeresoberflächentemperatur im Bereich 60 °S und 60 °N erreichte im Dezember 2024 mit durchschnittlich 20,58 °C die zweitwärmste jemals in einem Dezember gemessene Temperatur. Der Wert lag nur 0,21 °C tiefer als jener vom Dezember 2023.

## Zuordnungsforschung
Wetterextreme sorgten 2024 für Störungen des globalen Wasserkreislaufs. Zu den nach der Zuordnungsforschung durch den menschengemachten Klimawandel begünstigten Extremwetterereignissen des Jahres zählte unter anderem eine lebensbedrohliche Hitzewelle mit Temperaturen über 40 °C in Westafrika Mitte Februar. Die Kältewelle in Skandinavien Anfang Januar wäre ohne den Einfluss des Klimawandels etwa 4 °C kälter ausgefallen. Für das die Waldbrände in Chile im Februar begünstigende Feuerwetter, d. h. die heißen, trockenen und windigen Bedingungen, wurde nur ein leichter, nicht signifikanter Einfluss festgestellt. Eine extreme Hitzewelle wie in der Sahelzone Ende März bis Anfang April, die in Mali vermutlich mehr als 100 Todesfälle verursachte, wäre nach einer Zuordnungsstudie dagegen ohne den Einfluss der globalen Erwärmung nicht möglich gewesen. Auch auf die Überschwemmungen in Rio Grande do Sul ab Ende April, bei denen mindestens 154 Menschen ums Leben kamen, hatte die globale Erwärmung neben El Niño einen signifikanten Einfluss. Im März bis Juni kamen zudem in Mexiko durch extreme Hitze, die durch die globale Erwärmung nach einer Zuordnungsstudie der World Weather Attribution 35 Mal wahrscheinlicher wurde, mindestens 125 Menschen ums Leben.